# Steven Gerrard
Steven George Gerrard (Whiston, Merseyside, UK, 30. svibnja 1980.) engleski je nogometni trener i bivši nogometaš. Igrao je u centralnom srednjem redu. Ostao je upamćen kao jedan od najboljih veznih igrača svih vremena. Trenutačno je trener saudijskog kluba Ettifaq FC.

## Klupska karijera

### Liverpool
Od malih nogu vezan uz klub s Anfielda, te je za razliku od nekih drugih Liverpoolovih legendi koji su navijali za Everton, oduvijek bio navijač Liverpoola, te je išao u katoličku školu Cardinal Heenan Catholic high school u West Derbyju. Svoj prvi nastup zabilježio je kao zamjena u utakmici protiv Blackburn Roversa u studenom 1998. godine. Prvi nastup od prve minute zabilježio je protiv Celte iz Viga kada je pokazao iznimnu kvalitetu te nagovijestio veliku karijeru. U listopadu 2003. Gerard Houllier, tadašnji trener Liverpoola dodijelio mu je kapetansku traku koju od tada nosi.
Tijekom posljednjih godina nositelj igre svog kluba, te strijelac gotovo svih najvažnijih golova, od kojih je dovoljno napomenuti onaj protiv Milana u finalu lige prvaka, te onaj protiv West Hama u finalu FA kupa 2006. godine s više od 40 metara. U ljeto 2005. Gerrard je bio na meti bogatog vlasnika Chelsea Romana Abramoviča, no ljubav prema voljenom klubu, i bogata Liverpoolova ponuda u posljednji trenutak su ga zadržali na Anfieldu.
Steven Gerrard je dobitnik mnogih priznatih nagrada od kojih su najistaknutije ona za najkorisnijeg igrača lige prvaka u sezoni 2004./05. i PFA za najboljeg igrača Premier lige u 2006. godini.

### Los Angeles Galaxy
U siječnju 2015. godine potpisao je ugovor na 18 mjeseci s američkim nogometnim klubom LA Galaxy. Nakon završetka sezone 2014./15. u FA Premier ligi novome klubu i suigračima pridružio se u srpnju iste godine. Gerrard je napustio redove američkog prvoligaša Los Angeles Galaxyja u studenome 2016. godine. Gerrard je postao slobodan igrač nakon što je LA Galaxy ispao u polufinalu doigravanja Zapadne konferencije MLS-a od Colorada. U dresu američkog kluba upisao je 34 nastupa i zabio pet golova.

## Reprezentativna karijera
Za englesku reprezentaciju nastupio je 114 puta i postigao 21 pogodak.

## Zanimljivost
- Gerrard je u jednom interviewu za britanski dnevnik Daily Star otkrio kako ga je u početcima bavljenja nogometom često bilo strah da neće uspjeti kao profesionalni nogometaš. Igrač koji je bio okosnica Liverpoola i engleske reprezentacije rekao je kako je često pomišljao kako će ga nizak rast spriječiti da obuče najdraži crveni dres i zaigra na Anfieldu.

## Priznanja

### Individualna
- 2001.: najbolji mladi igrač Engleske u izboru igrača
- 2005.: najkorisniji igrač Lige prvaka u izboru UEFA-e
- 2006.: najbolji igrač Premier lige u izboru igrača
- 2008.: najbolji igrač Premier lige u izboru novinara

### Klupska
Liverpool F.C.
- Liga kup (3): 2001., 2003., 2012.
- FA kup (2): 2001., 2006.
- FA Community Shield (2): 2001., 2006.
- Kup UEFA (1): 2001.
- Europski Superkup (2): 2001., 2005.
- UEFA Liga prvaka (1): 2005.

## Vanjske poveznice
- (engl.) Steven Gerrard na ESPNFC.com
- (engl.) Steven Gerrard na LFCHistory.net
- (engl.) Fundacija Steven Gerrard  Arhivirana inačica izvorne stranice od 22. lipnja 2015. (Wayback Machine)